# Бігфут (фільм, 2012)
«Бігфут» — американський телевізійний фільм 2012 року спільного виробництваThe Asylum /SyFy. Режисером фільму став Брюс Девісон. Прем'єра відбулася на телебаченні у червні 2012 року та вийшла на DVD й Blu-ray Disc в серпні 2012-го. У фільмі є камео Еліса Купера, який грає самого себе. Цей фільм не пов'язаний з однойменним фільмом 1970 року.

## Про фільм
Двоє колишніх музикантів зіткнулися в полюванні за легендарною гірською істотою. В цьому двобої виживуть не всі.

## В ролях
| Актор           | Роль           |
| --------------- | -------------- |
| Денні Бонадьюс  | Гарлі Андерсон |
| Баррі Вільямс   | Саймон Квінт   |
| Брюс Девісон    | Волт Гендерсн  |
| Шерілін Фенн    | Беккі Алавес   |
| Говард Гессеман | Томмі Гілліс   |
| Андре Ройо      | Ел Гантер      |
| Еліс Купер      | камео          |
| Синтія Гірі     | Сюзанн         |